# Begraafplaats van Strazele
De Begraafplaats van Strazele is een gemeentelijke begraafplaats in het dorp Strazele in het Franse Noorderdepartement. De begraafplaats ligt aan de Route d' Hazebrouck op 500 m ten westen van het dorpscentrum (Sint-Maartenskerk (Église Saint-Martin)). Ze heeft een langwerpig trapeziumvormig grondplan en wordt omgeven door een haag. De toegang bestaat uit een tweedelig traliehek tussen bakstenen zuilen. Aan het einde van de begraafplaats staat een calvariekruis.

## Britse oorlogsgraven
Bij de zuidelijke rand van de begraafplaats ligt een perkje met 5 Britse oorlogsgraven uit de Tweede Wereldoorlog waarvan 1 niet geïdentificeerde. Ze kwamen om tussen 26 en 28 mei 1940. De graven worden onderhouden door de Commonwealth War Graves Commission waar ze geregistreerd staan onder Strazeele Communal Cemetery.